# Mojoruntut
Mojoruntut is een bestuurslaag in het regentschap Sidoarjo van de provincie Oost-Java, Indonesië. Mojoruntut telt 5014 inwoners (volkstelling 2010).